# Armia Krajowa

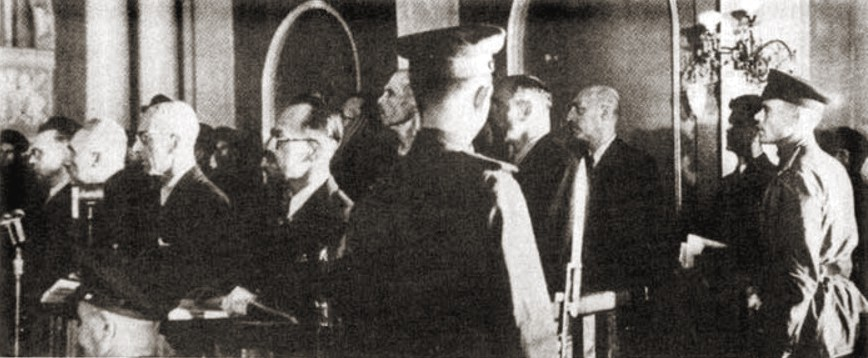
Juin 1945 – procès-spectacle de Moscou contre 16 dirigeants civils polonais et de l'Armée de l'Intérieur. Ils furent condamnés pour « planification d'une action militaire contre l'U.R.S.S. ». En mars 1945, ils avaient été invités à participer à l'organisation d'un Gouvernement polonais d'unité nationale avant d'être arrêtés par le NKVD soviétique. Malgré la clémence du tribunal, six ans plus tard, seuls deux d'entre eux étaient encore en vie.

Pour les articles homonymes, voir Armée de l'Intérieur (homonymie).
L'Armia Krajowa (« Armée de l'intérieur », AK) est le plus important mouvement de résistance en Pologne sous l'occupation allemande entre septembre 1939 et avril 1945 et sous l'occupation soviétique entre septembre 1939 et juin 1941. Elle est active principalement de septembre 1939 à janvier 1945, même si certains partisans continuent la lutte après la Seconde Guerre mondiale, qui voit la domination de la Pologne par l'URSS stalinienne. Elle forme l'aile armée de ce qui est connu sous le nom d'État polonais clandestin (państwo podziemne).
À partir de janvier 1945 et l'arrivée des Soviétiques à Varsovie, l'AK est brutalement démantelée par l'Armée rouge et le NKVD. De nombreux anciens membres de l'AK sont emprisonnés, des centaines sont exécutés sans procès, d'autres enfin envoyés dans des camps en Sibérie et le reste est intégré dans la nouvelle armée polonaise contrôlée par le Parti ouvrier polonais (Polska partia robotnicza, PPR).

## Histoire

### Origine
L'Armia Krajowa dérive du Służba Zwycięstwu Polski (« Service pour la victoire de la Pologne »), créé le 27 septembre 1939 par le général Michał Karaszewicz-Tokarzewski. Le 17 novembre 1939, le général Władysław Sikorski remplaça cette organisation par le Związek Walki Zbrojnej (« Union de la lutte armée »), qui devint par la suite l'AK après la fusion avec le Polski Związek Powstańczy (« Union polonaise de la résistance »). L'AK est officiellement née le 14 février 1942.
Stefan Rowecki (nom de guerre Grot, « pointe de flèche » en polonais) fut le premier commandant de l'AK jusqu'à son arrestation en 1943 ; Tadeusz Komorowski (nom de guerre Bór, « forêt ») la commanda de juillet 1943 jusqu'à sa capture par les Allemands, à la fin de l'insurrection de Varsovie, le 2 octobre 1944. Leopold Okulicki (pseudonyme Niedźwiadek, « petit ours ») dirigea l'organisation jusqu'à sa dissolution officielle, le 19 janvier 1945, une semaine après le début de la grande offensive de l’Armée rouge. Le général Okulicki souhaitait éviter un conflit armé avec les Soviétiques et par là même une guerre civile. Mais, ayant conscience que la lutte n’était pas terminée, il ordonna toutefois le maintien des structures décisionnaires et la dissimulation des armes. Cependant, de nombreuses unités décidèrent de continuer leur combat dans de nouvelles circonstances.

### Structure
La branche exécutive de l'AK était le commandement opérationnel, composé de nombreuses unités. Les estimations des effectifs de l'AK durant la seconde moitié de 1944 oscillent entre 250 000 et 350 000, dont plus de 10 000 officiers. La plupart des autres mouvements armés polonais clandestins fusionnèrent avec l'AK :
- Konfederacja Narodu (Confédération du Peuple) (1943),
- Bataliony Chłopskie (Bataillons des Paysans),
- Narodowe Siły Zbrojne (Forces armées nationales ou NSZ), créées à partir de membres du Camp national-radical
- Socjalistyczna Organizacja Bojowa (Organisation de Combat Socialiste), créé par le Polska Partia Socjalistyczna (PPS, Parti socialiste polonais),
- Narodowa Organizacja Wojskowa (Organisation Militaire Nationale), créée par le Stronnictwo Narodowe (Parti National),

L’AK était organisée sur le modèle d’une armée régulière, avec un état-major, sa police militaire et ses organes de justice militaire, une aumônerie et une administration territoriale. Elle fonctionnait en Pologne occupée mais aussi en Allemagne, en URSS et en Hongrie où elle menait également des actions de diversion et d’espionnage.
L'AK était divisée en 60 commandements régionaux, qui eux-mêmes se divisaient en 89 inspections, puis 278 districts. Le commandement suprême définissait les tâches prioritaires de l'AK comme étant la préparation de l'action et le soulèvement général à la fin de l'occupation allemande, jusqu'à la victoire. À ce point, les plans prévoyaient la prise du pouvoir en Pologne par la création d'une delegatura, soit une délégation des représentants du Gouvernement polonais en exil à Londres puis par le gouvernement en exil lui-même, une fois celui-ci rentré en Pologne.

### Armes et équipement
En tant qu'armée clandestine opérant dans un pays occupé par l'ennemi, séparé des territoires alliés par des milliers de kilomètres, l'AK dut faire face à un problème, unique dans l'histoire, concernant l'acquisition d'armes et d'équipement. Elle réussit à dépasser ces difficultés et à armer à un certain degré des dizaines de milliers de soldats dans la campagne et surtout dans des maquis en forêts. Cependant, les conditions hostiles firent que seules des unités d'infanterie légèrement armées purent être constituées. Aucune artillerie, aucun blindé ou aucune aviation n'était évidemment disponible (à quelques exceptions près lors de l'insurrection de Varsovie). Mais à l'intérieur même de ces unités d'infanterie légère, l'équipement disponible était hétéroclite et partiel, composé d'armes de différents types, le plus souvent en quantité suffisante pour armer seulement une fraction des soldats.
Par opposition, leurs adversaires, les forces armées allemandes (Wehrmacht et unités de la SS) et leurs alliés, étaient équipées uniformément et à profusion en armes et en munitions. De plus, elles pouvaient compter sur le soutien de nombreuses forces d'appui (artillerie, aviation…). De fait, les Allemands disposaient d'une supériorité matérielle écrasante sur l'AK, ce qui restreignait sévèrement les opérations qu'elle pouvait réussir.

#### Provenances des armes
Les armes de l'Armia Krajowa provenaient de diverses sources :
Armes enterrées par les armées polonaises sur les champs de bataille après la campagne de Septembre (1939)
Des caches d'armes enterrées en septembre 1939, l'AK obtint 614 mitrailleuses lourdes, 1 193 mitrailleuses légères, 33 052 fusils, 6 732 pistolets, 28 canons légers anti-tank, 25 fusils anti-tank et 43 154 grenades. Cependant, du fait des conditions de conservation inappropriées, de l'urgence et du chaos dans lesquels avaient été faites ces caches d'armes, la plupart de ces armes étaient dans un état déplorable. Des armes ainsi retrouvées pour la préparation de l'opération Burza, seules 30 % étaient utilisables.
Armes achetées aux Allemands ou à leurs alliés
Les achats d'armes aux soldats allemands étaient très discrets. Ils étaient effectués par des unités de petit format ou par des soldats, qui agissaient à titre individuel. Au fur et à mesure que l'espoir d'une victoire allemande s'évanouissait et que le moral des unités allemandes baissait, le nombre de soldats prêts à vendre leurs armes augmentait. Aussi cette source d'armes prit-elle de l'importance avec le temps. Ces achats étaient extrêmement risqués car la Gestapo était au courant de ce marché noir des armes et tentait d'y mettre fin via des agents sous couverture. La plus grande part de ce trafic se limitait aux armes légères - pistolets, fusils, pistolets mitrailleurs -, mais de temps à autre, des mitrailleuses légères ou lourdes pouvaient être acquises. Il était beaucoup plus facile de traiter avec les unités italiennes et hongroises stationnées en Pologne qui vendaient volontiers leurs armes aux clandestins polonais, tant qu'il était possible de cacher ce trafic aux Allemands.
Armes volées aux Allemands ou à leurs alliés
Les efforts visant à capturer des armes allemandes allèrent jusqu'à des raids menés sur les trains approvisionnant le front ainsi que contre des postes de Feldgendarmerie. On récupérait aussi des armes sur des soldats allemands isolés. Durant l'insurrection de Varsovie, l'AK réussit même à capturer quelques véhicules blindés allemands.
Mais l'exploit le plus remarquable de la résistance polonaise eut lieu, en 1943, lorsqu'un raid sur un site de fabrication de fusées V2, lors de l'opération Most III, permit de s'emparer d'un nombre important de pièces constitutives de ceux-ci. Celui-ci était ainsi suffisamment complet pour que l'état-major britannique, prévenu par radio, envoyât un avion pour prendre livraison, de nuit en plein territoire occupé par l'ennemi, de l'engin ainsi que du rapport final, des analyses, des dessins et photos. Ils furent transportés à Brindisi par un avion Dakota de la Royal Air Force. À la fin de juillet 1944, les parties du V-2 furent livrées à Londres. C'est ainsi que les ingénieurs et les stratèges alliés purent examiner une arme qui devait rester secrète et à laquelle la plupart n'avaient pas voulu croire jusque-là.
Armes fabriquées clandestinement par l'Armia Krajowa elle-même
D'autre part, des armes furent fabriquées clandestinement par l'AK dans ses ateliers secrets, ainsi que par ses membres travaillant dans les usines d'armement allemandes. De cette manière, l'AK put se procurer des mitraillettes (copies des Sten britanniques et des Blyskawica), des pistolets (Vis), des lance-flammes, des bombes, des mines, des grenades et même des véhicules de combat improvisés. Des centaines de personnes étaient impliquées dans cet effort de production.
Armes parachutées par les Alliés
La dernière source d'approvisionnement était les parachutages des Alliés. C'était la seule manière d'obtenir des armes venus de l'étranger et puissantes comme le plastic ou des armes anti-chars (PIAT). Durant la guerre, 485 avions alliés effectuèrent des parachutages à destination de l'AK, fournissant 600,9 tonnes de matériel. Durant ces opérations, 70 avions et 62 équipages (dont 28 étaient polonais) furent perdus. En sus du matériel, les avions parachutaient également des instructeurs spécialisés, près de 346 Cichociemni. À cause de la très grande distance à parcourir depuis les bases en Grande-Bretagne et en Méditerranée, ainsi que d'une faible volonté politique alliée, les parachutages ne représentèrent cependant qu'une petite fraction de ceux effectués pour les mouvements de résistances français, belges, hollandais et yougoslaves.

### Opérations

Kotwica, l'un des symboles de l'Armia Krajowa - composé de lettres P et W : Polska Walcząca (« Pologne combattante »).

Le but de l’armée clandestine était l’insurrection générale mais ses dirigeants, qui craignaient les représailles contre la population civile massivement pratiquées par les Allemands, s’opposaient aux activités militaires excessives, surtout à la guérilla. On se préparait pour le soulèvement national et on se bornait aux actions courantes à la propagande, au renseignement, à la diversion, au sabotage, à la défense de la population, à l’exécution des sentences contre les collaborateurs ou les plus dangereux représentants des autorités d’occupation. Entre 1940 et 1944, les troupes de l’AK (et du ZWZ) menèrent environ 730 actions de ce type.
Quand au milieu de l’année 1943 il fut de plus en plus évident que ce n’était pas les armées alliées occidentales qui entreraient en Pologne mais bien l’Armée rouge, la direction du gouvernement de Londres et ses représentants en Pologne occupée modifièrent leur conception de l’insurrection armée en faveur de batailles successives entreprises depuis l’Est à mesure du déplacement du front. On comprenait maintenant la lutte comme une déclaration de force à l’encontre des Russes qui avançaient et qui devaient trouver sur leur route des Polonais hôtes de plein droit.

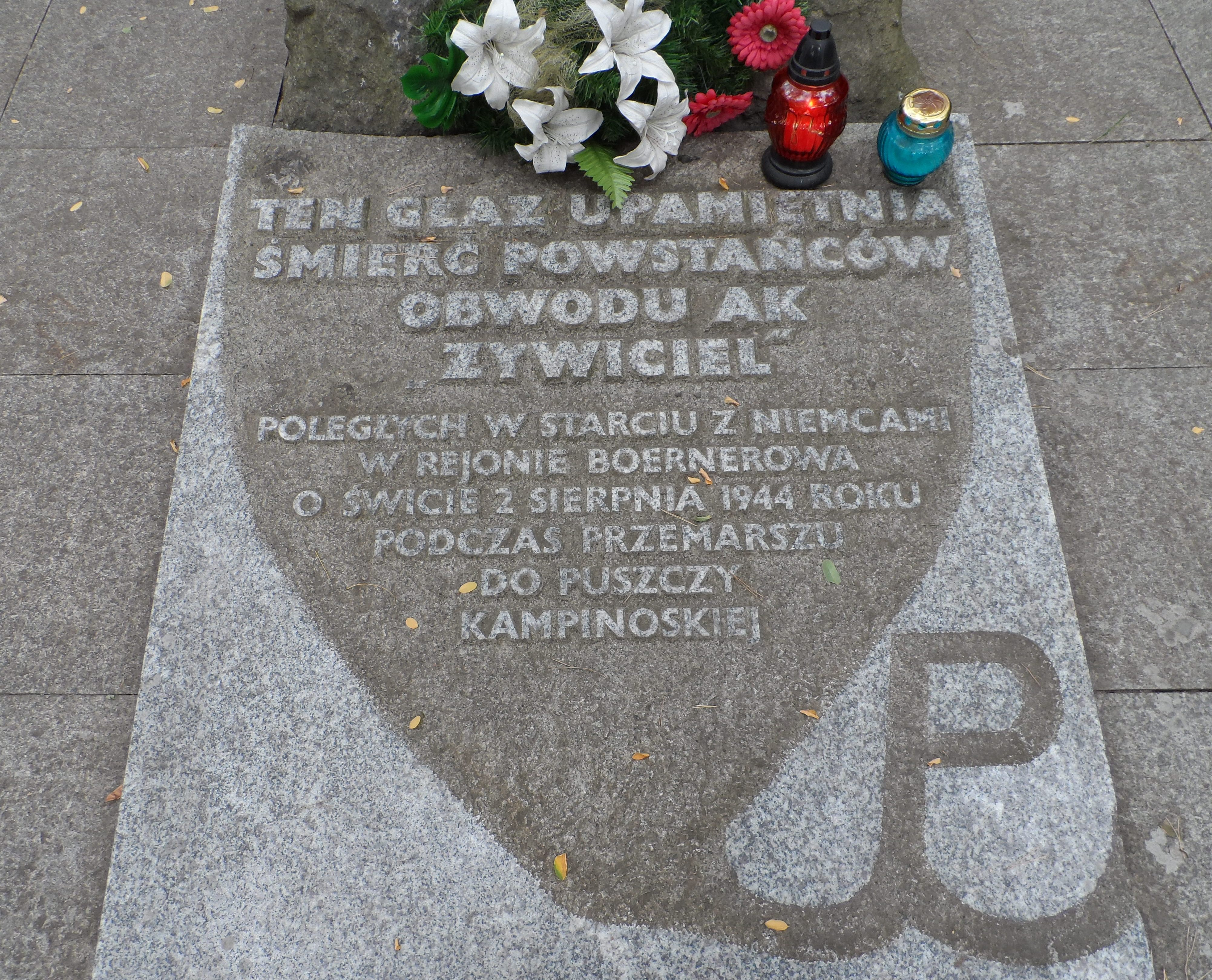
Mémorial de Boernerowo à Varsovie, commémorant l'insurrection de Varsovie à partir d'août 1944.

Ainsi la lutte ouverte fut menée à partir au milieu de l’année 1944, dans le cadre de l’Action « Burza » (voir Action « Burza »…) dont le point culminant fut l’insurrection de Varsovie, déclenché le 1er août 1944. Le but était de libérer Varsovie avant l'arrivée de l'Armée rouge soviétique (à la manière de Tito). Bien que les insurgés aient initialement réussi à libérer quelques centaines de prisonniers du camp de concentration de la rue Gesia (aujourd'hui Anielewicza) et aient pratiqué une guerre de rue féroce, les Allemands finirent par les écraser et détruisirent la ville à 90 % pendant que les Soviétiques stoppaient leur offensive durant plus de deux mois en refusant tout secours aux insurgés (y compris en refusant l'ouverture des pistes d'atterrissage aux quelques avions alliés). Le soulèvement est définitivement écrasé le 2 octobre 1944. Sa défaite marqua également la fin de l’action active de l’AK dont le rôle se limita alors à la défense de la population civile. Lors de la période de l'insurrection, environ 5 700 Allemands auraient été tués par l'AK.
L'AK est accusée d'avoir commis des crimes contre les minorités ethniques, particulièrement les Lituaniens (voir ci-dessous).
Les principales opérations militaires ou de sabotage sont :
- l'opération Belt (Akcja Taśma) ;
- l'opération Tempête (Akcja Burza) :
  - le soulèvement de Wilno,
  - le soulèvement de Lwow,
  - l'insurrection de Varsovie.

Les unités les plus célèbres de l'Armia Krajowa furent Wachlarz, Kedyw et Pluton Głuchoniemych AK.

### Relations avec les Juifs
En février 1942, le commandement opérationnel du bureau d'espionnage et de propagande de l'AK créa une section Affaires juives, dirigée par Henryk Woliński. Cette section rassembla des données sur la situation de la population juive, prépara des rapports et envoya des informations à Londres. Elle centralisa les contacts entre les organisations militaires polonaises et juives. L'AK organisa également un soutien financier pour les Juifs (voir Żegota). L'AK n'accepta toutefois que très peu de Juifs (environ un millier) dans ses propres rangs : les candidatures de Juifs étaient le plus souvent refusées. Trois parmi les sept membres du Commandement Collectif de l'AK (KG AK) étaient cependant d'origine juive.
L'AK fournit au ghetto de Varsovie environ 60 revolvers, plusieurs centaines de grenades, des munitions et des explosifs. Durant le soulèvement du ghetto de Varsovie en 1943, des unités de l'AK tentèrent par deux fois de faire sauter le mur d'enceinte du ghetto, menèrent des actions en dehors du ghetto, et en liaison avec les forces de la Gwardia Ludowa , attaquèrent certaines unités allemandes laissées en sentinelle près des murs du ghetto. Une unité de l'AK, le Corps de Sécurité (korpus bezpieczeństwa ou KB) prit une part directe aux combats à l'intérieur du ghetto avec les combattants juifs du Żydowski Związek Walki[réf. nécessaire].

### Relations avec les Lituaniens
Les relations entre les Lituaniens et les Polonais furent tendues durant la plus grande partie de la période d'entre-deux-guerres du fait des conflits au sujet des régions de Wilno (Vilnius) et de Suwałki, où se trouvait une forte minorité lituanienne. Durant la guerre, ces conflits resurgirent car l'État polonais voulu par l'Armia Krajowa incluait la région de Vilnius.
L'AK a commis au moins un massacre de civils lituaniens, y compris des femmes et des enfants, à Dubingiai (les historiens polonais prétendent qu'il y eut de 20 à 27 tués, Juozas Lebionka prétend qu'il y en eut 100, et d'autres historiens lituaniens prétendent qu'il y en eut près de 200). L'existence d'autres possibles massacres est également sujette à désaccord. L'enquêteur lituanien Rimas Bružas estime qu'il y eut en tout près de 500 civils lituaniens tués au total. Les estimations de Juozas Lebionka sont de 1 000. Certains historiens polonais soutiennent que le massacre de Dubingiai était un cas isolé, ce qui semble confirmé par les documents de l'AK qui furent trouvés au monastère de Bernardinai et qui décrivent les actions de l'AK entre 1943 et 1944. Cependant, d'autres chercheurs ont émis d'autres conclusions à partir de ces mêmes documents. Il semble probable que ces tueries ne furent pas planifiées et furent dues plutôt au rejet des Lituaniens de la part de quelques gradés de l'AK. On évoque également les actions des unités militaires lituaniennes (bataillons TDA, Saugumas ou LTDF, alliés de l'Allemagne nazie) accusées d'avoir tué des civils polonais. Certaines des actions de l'AK pourraient avoir été des représailles directes faisant suite aux actions des groupes de collaborateurs lituaniens. Le même raisonnement peut être appliqué dans l'autre sens, certains actes des Lituaniens furent faits en représailles. Aussi, l'AK est-elle perçue comme une organisation controversée par la Lituanie, malgré son action pour sauver les Polonais de Vilnius (de même façon que sont perçus les partisans soviétiques).
En 2019, la Lituanie réenterre des corps de soldats de l'AK découverts récemment lors de cérémonies mettant en lumière l'amitié entre les deux nations.

### Après 1945
Durant la guerre, entre octobre 1939 et décembre 1944, l'AK a perdu quelque 100 000 hommes ; avec la progression de l'Armée rouge, à compter de janvier 1945 (rappel : conquête de Varsovie le 18 janvier 1945) , les forces de répression soviétiques, principalement représentées par les unités locales du NKVD , ont emprisonné et envoyé dans les camps soviétiques environ 50 000 autres, après une parodie de procès en Union Soviétique (voir Procès des seize). 
Une partie de l'AK a refusé la démobilisation après la fin des hostilités en 1945 et a continué la lutte contre le régime communiste de Pologne instauré par les Soviétiques : ces anciens résistants ont constitué des petites structures armées, menant des actions sporadiques contre notamment les casernes de la police politique polonaise et ses membres ont été surnommés les « soldats maudits ». Des répressions de masse ont été pratiquées par les autorités communistes à l'encontre des anciens résistants non-communistes de 1946 à 1954. Le mouvement actif et armé de l'AK est quasiment disparu à compter de 1955, à la suite des actions répressives constantes menées par les structures spécialisées de l'Etat communiste polonais (notamment l'U.B., police politique créée sur le modèle du NKVD soviétique).

## Postérité
En 2013, la chaine de télévision allemande ZDF diffuse une série, Génération War, présentant la vie de cinq jeunes allemands durant la Seconde Guerre mondiale. Les membres de l'Armia Krajowa y sont décrits comme résolument antisémites. Un ancien résistant polonais attaque alors la chaine ZDF en justice : en 2018, un tribunal de première instance condamne ZDF à présenter des excuses aux anciens de l'Armia Krajowa, en diffusion sur ses réseaux allemands et polonais ainsi que sur son site Internet, cette décision est confirmée en appel en 2021.